# Puya isabellina
Puya isabellina är en gräsväxtart som beskrevs av Carl Christian Mez. Puya isabellina ingår i släktet Puya och familjen Bromeliaceae. Inga underarter finns listade i Catalogue of Life.